# Glenn Greenwald
Glenn Greenwald, född 6 mars 1967 i New York, USA, är en amerikansk journalist, författare och jurist. Han har arbetat för The Guardian, men är sedan februari 2014 redaktör på The Intercept. Greenwald avslöjade omfattningen av amerikanska National Security Agencys massövervakning av elektroniska kommunikationer år 2013. Avslöjandet byggde på dokument som tillhandahållits av visselblåsaren Edward Snowden och ledde till att Greenwald tilldelades Pulitzerpriset 2014. Greenwald är bosatt i Rio de Janeiro.

## Böcker
- 2014 No Place to Hide: Edward Snowden, the NSA, and the U.S. Surveillance State.  Metropolitan Books.
- 2011 With Liberty and Justice for Some: How the Law Is Used to Destroy Equality and Protect the Powerful.  Metropolitan Books.
- 2008 Great American Hypocrites: Toppling the Big Myths of Republican Politics.  New York: Random House.
- 2007 A Tragic Legacy: How a Good vs. Evil Mentality Destroyed the Bush Presidency. New York: Crown Publishing Group.
- 2006 How Would a Patriot Act? Defending American Values From a President Run Amok.  San Francisco: Working Assets.